# (Till) I kissed you
(Till) I kissed you is een liedje geschreven door Don Everly. Het liedje zou talloze keren gecoverd worden door artiesten als André van Duin (onder de titel Totdat ik jou zag van Han Kooreneef), Connie Francis (Bis wir uns küssten), Connie Smith (een countrymuziekversie met succes in de Verenigde Staten en Canada), maar ook Mud. In Nederland werd het een grote hit voor The Blue Diamonds

## The Everly Brothers
(Till) I kissed you is een single van The Everly Brothers. Don Everly en Phil Everly namen het op 7 juli 1959 op in de geluidsstudio van RCA Victor in Nashville (Tennessee). Ze lieten zich begeleiden door Chet Atkins op gitaar en Buddy Harman achter het drumstel.
Het zangduo haalde er de vierde plaats mee in de Amerikaanse hitlijst Billboard Hot 100; ze zouden er zestien weken in staan. Ook in Engeland en Australië verkocht het goed. In Nederland was het ook een groot succes; in de maandlijsten van Muziek Express stond het zes maanden genoteerd (26 weken), waarbij een eerste plaats werd gehaald in februari 1960.

## The Blue Diamonds
Toch vlak na de release door The Everly Brothers werd het de debuutsingle van The Blue Diamonds. Zij mochten hun single uitvoeren in het televisieprogramma Weekend-Show, gepresenteerd door Johnny Kraaykamp. De recensenten vonden het optreden van de broertjes Riem en Ruud de Wolff op 31 oktober 1959 verrassend goed. Het Algemeen Handelsblad vond hun uitvoering beter dan het origineel, aldus de krant van 2 november 1959. Ze mochten even later opnieuw optreden in de kerstspecial van de Weekend-Show, waarbij andere muzikale gasten al hun roem hadden bereikt: Mieke Telkamp, Paul Ruys, Greetje Kauffeld, Pia Beck en George de Fretes, ook het orkest The Skymasters was van de partij. Het publiek wist het plaatje te vinden, want vanaf 5 december stond de single tweeëntwintig weken in diezelfde hitparade. Dat was niet zo verwonderlijk want de verkoopresultaten van gelijknamige singles werden toen nog bij elkaar opgeteld en het gezamenlijke resultaat werd genoteerd.
Ook de B-kant was een cover; I'm gonna het married was van het duo Harold Logan en Lloyd Price.